# Lidio Cipriani
Lidio Cipriani, född 17 mars 1892 i Florens, död 8 oktober 1962, var en italiensk antropolog, upptäcktsresande och fascist.

## Biografi
Cipriani var son till en lärare och utbildade sig också själv i samma yrke. Han tog värvning som frivillig i första världskriget 1915 och demobiliserades inte förrän på hösten 1919.
Efter kriget studerade han vidare, tog naturvetenskaplig examen 1923 och fick en tjänst på Museo nazionale di antropologia ed etnologia i Florens. Han byggde på med studier i antropologi, och 1927 gjorde han sin första resa till södra Afrika och vad som då kallades Zululand, Transvaal och Bechuanaland med geologiska studier som huvudsyfte.
1928 for han tillbaka till Afrika igen och ägnade de närmaste åren åt att besöka bland annat Djibouti, Aden, Mogadishu, Kismayo, Mombasa, Dar es-Salaam och Beira. Mest tid ägnades ändå åt Nordrhodesia, där han genomförde en antropologisk studie av Baila-stammen i norra delen av landet, och grottmålningar, hällristningar och ruiner i den södra. Han gjorde fältstudier hos bushmen i södra Afrika och kartlade Saharas förhistoria samtidigt som han besökte bland annat tuareger, tubu och dauada. Under 1932 reste han med Antonio Mordini till Tripolitania och Fezzan, Libyen. 1934 gjorde han sin första resa till Asien, och uppehöll sig då huvudsakligen i Indien och på Ceylon.
1935 tog Cipriani värvning igen, denna gång för att strida för Italien i Östafrika, men befriades strax från tjänstgöring. Samma år adlades han, på vetenskapliga meriter, av kejsar Viktor Emanuel III med Colonial Order of the Star of Italy, och 1937 omvandlades hans militärtjänstgöring till vetenskapligt arbete inom en expedition utsänd av Reale Accademia d'Italia. Under ledning av Giotto Dainelli studerade Cipriani där folken vid Tanasjön, bland annat amhara och falascia. Under en andra expedition 1938–1939 intresserade han sig särskilt för galla- och sidarna-folken.
Sommaren 1938 var Cipriani en av tio framstående italienare som skrev under manifestet Il fascismo e i problemi della razza (Fascismen och rasproblemet) i Giornale d’Italia. Texten teoretiserar kring “biologisk” rasism, fastslår existensen av en ren italiensk ras och förklarar att det judiska folket är omöjligt att assimilera eftersom det är en icke-europeisk ras. Det är följaktligen mer känt som Manifesto degli scienziati razzisti (De rasistiska vetenskapsmännens manifest) eller Manifesto della razza (Rasmanifestet).
Men sedan hände nånting. Efter att ha utnämnts till chef för Museo nazionale di antropologia ed etnologia 1939 blev Cipriani avskedad redan året därpå. Åtminstone officiellt var orsaken anklagelser om att ha sålt masker och andra föremål från offentligfinansierade expeditioner för egen vinning. Han förklarades samtidigt ovärdig som medlem i en rad vetenskapliga sällskap och liknande, och möjligen fanns även andra skäl än de uttalade bakom hans deklassering.
1940 ingick Cipriani äktenskap med grevinnan Ada Maria Marenzi och befordrades samma år till major. Våren 1942 skickades han till Kreta, och hölls sedan av tyskarna som krigsfånge ett helt år 1943–1944. I juni 1945 var han hemma igen, och fick då tillbringa ytterligare sju månader i fängelse under utredningen av sin roll i fascist-manifestet. Cipriani blev änkling 1948 och flyttade då ihop med sin syster Amina i Florens.
1949 mottog Cipriani en officiell inbjudan från regeringen i Indien att ta del i en vetenskaplig expedition till Andamanerna. Han reste till Calcutta för förberedelser och tog båten till öarna 31 januari 1951. Han kom att stanna där till 1954, och tillbringade sedan sina sista år i Florens. Efter Andamanerna verkar han ha fått en ny chans som forskare, och han blev på nytt inbjuden till vetenskapliga konferenser i Europa och USA.
Cipriani publicerade sig löpande i italiensk dagspress som Corriere della Sera, Corriere d'Italia och La Nazione. Han skrev också mer än 300 vetenskapliga artiklar, i huvudsak rörande antropologi, i tidskrifter som l'Archivio per l'antropologia e l'etnologia, la Rivista di biologia, L'Universo, il Boll. della Soc. geograf. ital., l'Azionecoloniale etc. Cipriani fotograferade på sina resor och skrev också flera böcker. I “In Africa dal Capo al Cairo” (Florens 1932) rapporterade han om resorna 1927–1931, därefter skrev han mer ideologiskt färgade “Considerazioni sopra il passato e l'avvenire delle popolazioni africane” (Florens 1932) “Un assurdo etnico: l'Impero etiopico” (Florens 1935), “Fascismorazziale” (Rom 1940), “Creta e l'origine mediterranea della civiltà” (Florens 1943), “Vita ignorata degli uomini e degli animali” (Milano 1952) samt den postumt publicerade “The Andaman Islanders” (London 1966).
Fotografier av Lidio Cipriani finns bland annat hos Världskulturmuseerna i Sverige, men bildrätten ägs av Universitetet i Florens. 